# Arrhamphus sclerolepis
Los mediopicos o pajaritos del género Arrhamphus son peces marinos de la familia hemiránfidos, distribuidos por las aguas superficiales asociados a arrecifes y estuarios de río.

## Hábitat
Son peces pelágicos marinos que habitan cerca de la superficie, cercanos a la costa junto a arrecifes y cerca de la vegetación. La mayoría de las especies son pescadas con cierta importancia comercial.

## Especies
Existen dos especies válidas en este género:
- Arrhamphus sclerolepis krefftii (Steindachner, 1867)
- Arrhamphus sclerolepis sclerolepis (Günther, 1866)